# Deutsche Leichtathletik-Meisterschaften 2024/Resultate
Der Hauptteil der Wettbewerbe bei den 124. Deutschen Leichtathletik-Meisterschaften fand am 29. und 30. Juni 2024 im Braunschweiger Eintracht-Stadion statt.
In der hier vorliegenden Auflistung sind die in den verschiedenen Wettbewerben unter den besten acht platzierten Leichtathleten aufgeführt. Eine Übersicht mit den drei Ersten sowie einigen Anmerkungen zu den Meisterschaften findet sich unter dem Link Deutsche Leichtathletik-Meisterschaften 2024.
Wie immer wurden zahlreiche Disziplinen zu anderen Terminen und an anderen Orten ausgetragen – in den folgenden Ergebnisübersichten jeweils konkret benannt.

## Legende
Kurze Übersicht zur Bedeutung der Symbolik – so üblicherweise auch in sonstigen Veröffentlichungen verwendet:
- DR: Deutscher Rekord
- CR: Meisterschaftsrekord (Championship Record)
- DSQ: disqualifiziert
- NMH: keine Höhe (No Mark)
- ogV: ohne gültigen Versuch
- Pl.Ziff.: Platzziffer

## Meisterschaftsresultate Männer

### 100 m
| Platz | Athlet, Verein                             | Zeit (s) |
| ----- | ------------------------------------------ | -------- |
| 1     | Owen Ansah (Hamburger SV)                  | 09,99 DR |
| 2     | Joshua Hartmann (ASV Köln)                 | 10,0600  |
| 3     | Yannick Wolf (LG Stadtwerke München)       | 10,1600  |
| 4     | Deniz Almas (VfL Wolfsburg)                | 10,2600  |
| 5     | Lucas Ansah-Peprah (LC Top Team Thüringen) | 10,2700  |
| 6     | Aleksandar Ašković (LG Stadtwerke München) | 10,3400  |
| 7     | Julian Wagner (LC Top Team Thüringen)      | 10,4100  |
| DSQ   | Chidiera Onuoha (ASV Köln)                 |          |

Datum: 29. Juni
Wind: +0,5 m/s

### 200 m
| Platz | Athlet, Verein                            | Zeit (s) |
| ----- | ----------------------------------------- | -------- |
| 1     | Eddie Reddemann (TSV Bayer 04 Leverkusen) | 21,30    |
| 2     | Thorben Finke (SV Sigiltra Sögel)         | 21,32    |
| 3     | Leonard Horstmann (LG Brillux Münster)    | 21,33    |
| 4     | Max Husemann (Eintracht Hildesheim)       | 21,41    |
| 5     | Matti Wellm (Matti Wellm)                 | 21,44    |
| 6     | Felix Jahn (LC Jena)                      | 21,54    |
| 7     | Jonas Bernhagen (SC DHfK Leipzig)         | 21,80    |
| DSQ   | Deniz Almas (VfL Wolfsburg)               |          |

Datum: 30. Juni
Wind: −0,4 m/s

### 400 m
| Platz | Athlet, Verein                               | Zeit (s) |
| ----- | -------------------------------------------- | -------- |
| 1     | Jean Paul Bredau (SC Potsdam)                | 45,67    |
| 2     | Fabian Dammermann (LG Osnabrück)             | 46,34    |
| 3     | Manuel Sanders (LG Olympia Dortmund)         | 46,43    |
| 4     | Tyrel Prenz (SC Potsdam)                     | 46,60    |
| 5     | Niklas Noah Klei (LAC Veltins Hochsauerland) | 46,69    |
| 6     | Florian Kroll (LG Osnabrück)                 | 46,75    |
| 7     | Marc Koch (LG Nord Berlin)                   | 46,90    |
| 8     | Lukas Krappe (SCC Berlin)                    | 47,55    |

Datum: 30. Juni

### 800 m
| Platz | Athlet, Verein                        | Zeit (min) |
| ----- | ------------------------------------- | ---------- |
| 1     | Robert Farken (SC DHfK Leipzig)       | 1:48,90    |
| 2     | Luis Oberbeck (LG Göttingen)          | 1:49,88    |
| 3     | Marvin Heinrich (Eintracht Frankfurt) | 1:49,89    |
| 4     | Alexander Stepanov (VfL Sindelfingen) | 1:50,32    |
| 5     | Malik Skupin-Alfa (LG Offenburg)      | 1:50,66    |
| 6     | Emil Meggle (LG Göttingen)            | 1:51,24    |
| 7     | Karl Bebendorf (Dresdner SC)          | 1:51,60    |
| 8     | Lorenz Herrmann (LG Region Karlsruhe) | 1:51,98    |

Datum: 30. Juni

### 1500 m
| Platz | Athlet, Verein                                  | Zeit (min) |
| ----- | ----------------------------------------------- | ---------- |
| 1     | Robert Farken (SC DHfK Leipzig)                 | 3:37,91    |
| 2     | Marius Probst (TV Wattenscheid 01)              | 3:37,96    |
| 3     | Marc Tortell (Athletics Team Karben)            | 3:39,21    |
| 4     | Benne Christian Anderson (TSV St. Peter-Ording) | 3:39,70    |
| 5     | Sven Wagner (Königsteiner LV)                   | 3:41,68    |
| 6     | Florian Bremm (LSC Höchstadt/Aisch)             | 3:44,81    |
| 7     | Jens Mergenthaler (LG farbtex Nordschwarzwald)  | 3:45,20    |
| 8     | Florian Zittel (TV Wattenscheid 01)             | 3:46,83    |

Datum: 30. Juni

### 5000 m
| Platz | Athlet, Verein                               | Zeit (min) |
| ----- | -------------------------------------------- | ---------- |
| 1     | Florian Bremm (LSC Höchstadt/Aisch)          | 13:38,43   |
| 2     | Nils Voigt (TV Wattenscheid 01)              | 13:41,21   |
| 3     | Davor Aaron Bienenfeld (SSC Hanau-Rodenbach) | 13:41,89   |
| 4     | Sam Parsons (SCC Berlin)                     | 13:44,89   |
| 5     | Filimon Abraham (LG Telis Finanz Regensburg) | 13:45,32   |
| 6     | Silas Frantz (VfB Stuttgart)                 | 13:45,88   |
| 7     | Leon Rofagha (TSV Bayer 04 Leverkusen)       | 13:53,71   |
| 8     | Jonathan Dahlke (TSV Bayer 04 Leverkusen)    | 13:56,57   |

Datum: 28. Juni

### 10.000 m
| Platz | Athlet, Verein                                 | Zeit (min) |
| ----- | ---------------------------------------------- | ---------- |
| 1     | Filimon Abraham (LG Telis Finanz Regensburg)   | 27:59,98   |
| 2     | Konstantin Wedel (LG Telis Finanz Regensburg)  | 28:58,21   |
| 3     | Jonathan Dahlke (TSV Bayer 04 Leverkusen)      | 29:08,02   |
| 4     | Till Grommisch (TSV Bayer 04 Leverkusen)       | 29:11,11   |
| 5     | Jan Lukas Becker (LSG Saarbrücken-Sulzbachtal) | 29:11,99   |
| 6     | Tobias Ritter (LG Telis Finanz Regensburg)     | 29:13,44   |
| 7     | Ralf Ulmer (LC Euskirchen)                     | 29:21,98   |
| 8     | Kilian Schreiner (ASC 1990 Breidenbach)        | 29:56,16   |

Datum: 4. Mai
fand in Wassenberg statt

### 10-km-Straßenlauf
| Platz | Athlet, Verein                                | Zeit (min) |
| ----- | --------------------------------------------- | ---------- |
| 1     | Richard Ringer (LC Rehlingen)                 | 28:33      |
| 2     | Hendrik Pfeiffer (TK Hannover)                | 28:49      |
| 3     | Tom Förster (LG Braunschweig)                 | 28:52      |
| 4     | Frederik Ruppert (LAV Stadtwerke Tübingen)    | 28:59      |
| 5     | Jonathan Dahlke (TSV Bayer 04 Leverkusen)     | 29:15      |
| 6     | Sebastian Hendel (LG Braunschweig)            | 29:22      |
| 7     | Jonas Hoffmann (SG Wenden)                    | 29:27      |
| 8     | Konstantin Wedel (LG Telis Finanz Regensburg) | 29:34      |

Datum: 3. März
fand in Leverkusen statt

### 10-km-Straßenlauf, Mannschaftswertung
| Platz | Verein, Besetzung                                                             | Zeit (h) |
| ----- | ----------------------------------------------------------------------------- | -------- |
| 1     | LG Braunschweig (Tom Förster, Sebastian Hendel, Joseph Katib)                 | 1:29:36  |
| 2     | SSC Hanau-Rodenbach (Tristan Kaufhold, Marius Abele, Lukas Abele)             | 1:30:03  |
| 3     | LG Telis Finanz Regensburg (Konstantin Wedel, Tobias Ritter, Maximilian Zeus) | 1:30:05  |
| 4     | SG Wenden (Jonas Hoffmann, Simon Huckestein, Frederik Jonas Wehner)           | 1:30:17  |
| 5     | TSV Bayer 04 Leverkusen (Jonathan Dahlke, Till Grommisch, Max Nores)          | 1:30:19  |
| 6     | LC Rehlingen (Richard Ringer, Lennart Zehfeld, Alexander Bock)                | 1:30:19  |
| 7     | LC Euskirchen (Ralf Ulmer, Tim Wagner, Timo Küpper)                           | 1:30:42  |
| 8     | LAV Stadtwerke Tübingen (Frederik Ruppert, Lorenz Baum, Anthony Tomsich)      | 1:30:43  |

Datum: 3. März
fand in Leverkusen statt

### Halbmarathon
| Platz | Athlet, Verein                                 | Zeit (h)   |
| ----- | ---------------------------------------------- | ---------- |
| 1     | Simon Boch (LG Telis Finanz Regensburg)        | 1:01:15 CR |
| 2     | Johannes Motschmann (SCC Berlin)               | 1:01:33000 |
| 3     | Davor Aaron Bienenfeld (SSC Hanau-Rodenbach)   | 1:02:03000 |
| 4     | Nils Voigt (TV Wattenscheid 01)                | 1:03:56000 |
| 5     | Jan-Lukas Becker (LSG Saarbrücken-Sulzbachtal) | 1:04:07000 |
| 6     | Tobias Ulbrich (Braunschweiger Laufclub)       | 1:04:49000 |
| 7     | Tom Thurley (Potsdamer Laufclub)               | 1:05:09000 |
| 8     | Florian Röser (TV Konstanz)                    | 1:05:21000 |

Datum: 15. September
fand in Hamburg statt

### Halbmarathon, Mannschaftswertung
| Platz | Verein, Besetzung                                                         | Zeit (h) |
| ----- | ------------------------------------------------------------------------- | -------- |
| 1     | LG Telis Finanz Regensburg (Simon Boch, Tobias Ritter, Maximilian Zeus)   | 3:14:00  |
| 2     | Braunschweiger Laufclub (Tobias Ulbrich, Artur Beimler, Christoph Uphues) | 3:17:11  |
| 3     | SG Wenden (Manuel Schräder, Frederik Jonas Wehner, Fabian Jenne)          | 3:18:53  |
| 4     | TV Konstanz (Florian Röser, Luca Völkle, Jens Ziganke)                    | 3:18:55  |
| 5     | SSC Hanau-Rodenbach (Davor Aaron Bienenfeld, Marius Abele, David Johnson) | 3:19:37  |
| 6     | SCC Berlin (Johannes Motschmann, Timo Göhler, Christian Krannich)         | 3:21:50  |
| 7     | LT Haspa Marathon Hamburg (Simon Bong, Benjamin Franke, David Valentin)   | 3:23:46  |
| 8     | LAC Freiburg (Enoque Buchegger, Frederik Schäfer, Lucas Worth)            | 3:26:07  |

Datum: 15. September
fand in Hamburg statt

### Marathonlauf
| Platz | Athlet, Verein                                       | Zeit (h) |
| ----- | ---------------------------------------------------- | -------- |
| 1     | Amanal Petros (SCC Berlin)                           | 2:06:05  |
| 2     | Tom Thurley (Potsdamer Laufclub)                     | 2:14:52  |
| 3     | Marcus Schöfisch (Lauftraining.com Lauffreunde e.V.) | 2:20:37  |
| 4     | Manuel Kruse (LSF Münster)                           | 2:20:56  |
| 5     | Tobias Gröbl (LG Zusam)                              | 2:21:29  |
| 6     | Niels Michalk (LG Nord Berlin)                       | 2:22:24  |
| 7     | Jochen Uhrig (TSG Weinheim)                          | 2:22:50  |
| 8     | Simon Müller (Tri-Sport Lübeck)                      | 2:23:25  |

Datum: 14. April
fand im Rahmen des Hannover-Marathons statt

### Marathonlauf, Mannschaftswertung
| Platz | Verein, Besetzung                                                                           | Zeit (h) |
| ----- | ------------------------------------------------------------------------------------------- | -------- |
| 1     | SCC Berlin (Amanal Petros, Philipp Hoffmann, Tinusch Jalilvand)                             | 7:13:06  |
| 2     | Lauftraining.com Lauffreunde e.V. (Marcus Schöfisch, Sebastian Nitsche, Cornelius Rossbach) | 7:26:35  |
| 3     | Braunschweiger Laufclub (Christoph Uphues, Raoul Jankowski, Thomas Bruns)                   | 7:27:47  |
| 4     | PTSV Rosenheim I (Jakob Heindl, Michael Pritzl, Florian Spötzl)                             | 7:36:49  |
| 5     | TV Refrath (Lukas Kley, Johannes Ritter, Manuel Skopnik)                                    | 7:55:09  |
| 6     | Spiridon Frankfurt (Robert Unger, Philipp Bartels, Florian Kaltenbach)                      | 7:55:14  |
| 7     | TSV Niederelsungen (Robin Schmidt, Manfred Sustrate, Kevin Jan Trebing-Hild)                | 8:06:56  |
| 8     | PTSV Rosenheim II (Felix Sauer, Tobias Haumann, Benedikt Jany)                              | 8:08:19  |

Datum: 14. April
fand im Rahmen des Hannover-Marathons statt

### 50-km-Straßenlauf
| Platz | Athlet, Verein                                   | Zeit (h) |
| ----- | ------------------------------------------------ | -------- |
| 1     | Marcel Bräutigam (Gutsmuths Rennsteiglaufverein) | 2:55:47  |
| 2     | Lukas Kley (TV Refrath)                          | 3:03:13  |
| 3     | Kay-Uwe Müller (TSG Schwäbisch Hall)             | 3:05:27  |
| 4     | Ilja Rukin (VSK Osterholz-Scharmbeck)            | 3:13:01  |
| 5     | Tim Funken (TV Refrath)                          | 3:19:44  |
| 6     | Benjamin Becker (LG Rhein-Wied)                  | 3:19:58  |
| 7     | Florian Kaltenbach (Spiridon Frankfurt)          | 3:20:07  |
| 8     | Nikas Schröder (Let‘S Run Bremen)                | 3:23:24  |

Datum: 17. März
fand in Bremen im Rahmen des 4. Werderseelaufs statt

### 50-km-Straßenlauf, Mannschaftswertung
| Platz | Verein, Besetzung                                                                     | Zeit (h) |
| ----- | ------------------------------------------------------------------------------------- | -------- |
| 1     | TV Refrath I (Lukas Kley, Tim Funken, Manuel Skopnik)                                 | 09:47:16 |
| 2     | Die Laufpartner (Volker Harbrecht, Martin Armenat, Rainer Knust)                      | 10:46:49 |
| 3     | ASV Zeuthen (Thomas Kirstein, Marek Neumann, Enrico Romberg)                          | 10:57:27 |
| 4     | LG Ultralauf I (Marcel Neumann, Falk Sittner, Fabian Benz)                            | 10:58:32 |
| 5     | Gutsmuths Rennsteiglaufverein (Marcel Bräutigam, Tim Vincent Spaleck, Peter Schumann) | 11:16:55 |
| 6     | TV Refrath II (Alexander Hoerniss, Niklas von der Assen, Dietmar Stoppenbach)         | 11:26:34 |
| 7     | LG Ultralauf II (Timo Hölzchen, Walter Hösch, Hans-Dieter Jancker)                    | 11:59:46 |
| 8     | LG Mauerweg Berlin (Norbert Zeppitz, Jörn Künstner, Hans Gerhardt)                    | 12:23:08 |

Datum: 17. März
fand in Bremen im Rahmen des 4. Werderseelaufs statt

### 100-km-Straßenlauf
| Platz | Athlet, Verein                       | Zeit (h) |
| ----- | ------------------------------------ | -------- |
| 1     | Max Kirschbaum (LG Ohmbachsee)       | 6:55:09  |
| 2     | Johannes Arens (TG Kitzingen)        | 7:05:25  |
| 3     | Martin Müller (Hamburg Running)      | 7:09:23  |
| 4     | Timo Striegel (LAZ Ludwigsburg)      | 7:20:07  |
| 5     | Christoph Lux (TG Viktoria Augsburg) | 7:29:31  |
| 6     | Christoph Hillebrand (LG Filder)     | 7:33:18  |
| 7     | Moritz Ehm (TV Refrath)              | 7:39:26  |
| 8     | Robert Wilms (SG Wenden)             | 7:39:26  |

Datum: 21. September
fand in Kandel statt

### 100-km-Straßenlauf, Mannschaftswertung
| Platz | Verein, Besetzung                                                    | Zeit (h) |
| ----- | -------------------------------------------------------------------- | -------- |
| 1     | LuT Aschaffenburg (Andreas Imgrund, Manfred Schott, Danny Sternkopf) | 27:21:38 |
| 2     | LG Ultralauf (Klaus Haake, Fabian Benz, Timo Witt)                   | 28:56:29 |

Datum: 21. September
fand in Kandel statt
(nur zwei Mannschaften in der Wertung)

### 110 m Hürden
| Platz | Athlet, Verein                                     | Zeit (s) |
| ----- | -------------------------------------------------- | -------- |
| 1     | Manuel Mordi (Hamburger SV)                        | 13,54    |
| 2     | Tim Eikermann (TSV Bayer 04 Leverkusen)            | 13,54    |
| 3     | Martin Vogel (LAC Erdgas Chemnitz)                 | 13,86    |
| 4     | Fred Isaac Fleurisson (SV Leonardo-da-Vinci Nauen) | 13,88    |
| 5     | Stefan Volzer (TSV Bayer 04 Leverkusen)            | 13,90    |
| 6     | Joshua Wagner (LG Brillux Münster)                 | 14,24    |
| 7     | Lukas Kleinschrodt (TSV 1860 Ansbach)              | 14,58    |
| 8     | Joey Lukacs (LAC Erdgas Chemnitz)                  | 14,76    |

Datum: 29. Juni
Wind: +0,6 m/s

### 400 m Hürden
| Platz | Athlet, Verein                          | Zeit (s) |
| ----- | --------------------------------------- | -------- |
| 1     | Emil Agyekum (SCC Berlin)               | 49,25    |
| 2     | Owe Fischer-Breiholz (Schweriner SC)    | 49,52    |
| 3     | Constantin Preis (VfL Sindelfingen)     | 49,83    |
| 4     | Joshua Abuaku (Eintracht Frankfurt)     | 50,12    |
| 5     | Luke Campbell (Sprintteam Wetzlar)      | 51,61    |
| 6     | Maximilian Köhler (LG Region Karlsruhe) | 52,18    |
| 7     | Luca Hey (THW Kiel)                     | 52,78    |
| 8     | Alexander Hanke (LG Nord Berlin)        | 52,81    |

Datum: 30. Juni

### 3000 m Hindernis
| Platz | Athlet, Verein                                 | Zeit (min) |
| ----- | ---------------------------------------------- | ---------- |
| 1     | Frederik Ruppert (LAV Stadtwerke Tübingen)     | 8:16,98 CR |
| 2     | Velten Schneider (VfL Sindelfingen)            | 8:26,79000 |
| 3     | Niklas Buchholz (LSC Höchstadt/Aisch)          | 8:32,36000 |
| 4     | Nick Jäger (LSC Höchstadt/Aisch)               | 8:34,80000 |
| 5     | Jens Mergenthaler (LG farbtex Nordschwarzwald) | 8:48,54000 |
| 6     | Silas Zahlten (LG Brillux Münster)             | 8:56,06000 |
| 7     | Malte Stockhausen (LAZ Rhede)                  | 8:56,68000 |
| 8     | Julius Hild (SSC Hanau-Rodenbach)              | 8:57,39000 |

Datum: 29. Juni

### 4 × 100 m Staffel
| Platz | Verein, Besetzung                                                                          | Zeit (s) |
| ----- | ------------------------------------------------------------------------------------------ | -------- |
| 1     | Hamburger SV (Paul Erdle, Lucas Ansah-Peprah, Matti Wellm, Owen Ansah)                     | 39,65    |
| 2     | LG Brillux Münster (Jan Eric Frehe, Leonard Horstmann, Jakob Bruns, Gabriel Wusu)          | 40,16    |
| 3     | LG Stadtwerke München (Aleksandar Ašković, Fabian Olbert, Jonas Hügen, Yannick Wolf)       | 40,37    |
| 4     | LT DSHS Köln (Emilio Gonzales Rudolph, Felix Thurn, Marius König, Björn Rasmus Pröve)      | 40,58    |
| 5     | StG Top Team Thüringen (Friedrich Dietz, Luis Brandner, Julian Wagner, Johannes Fleischer) | 40,75    |
| 6     | SCC Berlin (Niccolo May, Corca Bela Djalo, James Adebola, Friedrich Rumpf)                 | 40,82    |
| 7     | Eintracht Frankfurt (Nils Keßler, Philip Hennemuth, Florian Hochdörfer, Daniel Borchardt)  | 40,84    |
| 8     | Eintracht Hildesheim (Niclas Jan Kaluza, Max Husemann, Kai Erik Englmann, Moritz Woithe)   | 40,89    |

Datum: 30. Juni
entschieden in drei zu einem Gesamtergebnis zusammengefassten Zeitendläufen

### 4 × 400 m Staffel
| Platz | Verein, Besetzung                                                                                        | Zeit (min) |
| ----- | --- | ---------- |
| 1     | LG Olympia Dortmund (Jonas Breitkopf, Henrik Krause, Jannis Dettner, Manuel Sanders)                     | 3:09,91    |
| 2     | VfL Sindelfingen (Maximilian Dillitzer, Alexander Stepanov, Angelos David Tsimopoulos, Constantin Preis) | 3:11,83    |
| 3     | LG Nord Berlin (Joseph Mouaha, Alexander Hanke, Jan-Niklas Gwizdek, Marc Koch)                           | 3:16,20    |
| 4     | LG Osnabrück (Dominik Köpke, Bela Kluhs, André Rohling, Fabian Dammermann)                               | 3:17,03    |
| 5     | StG Gomaringen-Hall-Pliezhausen (Timo Koch, Luis Hornung, Yannick Graf, Julian Haag)                     | 3:23,94    |
| 6     | StG Darmstadt/Sulzbach (Steffen Graffe, Alexander Doll, Patrick Hessami, Johannes Nortmeyer)             | 3:25,20    |
| 7     | Eintracht Frankfurt (Yanik Can Enders, Florian Daum, Titus Langefeld, Tim Peters)                        | 3:25,57    |
| 8     | LG OVAG Friedberg-Fauerbach (Tim Dillemuth, Manuel Christof, Lars Hieronymi, Clint Dotzert)              | 3:30,61    |
| 9     | LG Augsburg (Florian Bauer, Jesper Hartung, Felix Herrmann, Ben Berger)                                  | 3:31,22    |

Datum: 14. September
fand in Sindelfingen im Rahmen der Deutschen Meisterschaften für Langstaffeln statt
Die Staffel wurde in zwei zu einem Gesamtergebnis zusammengefassten Zeitendläufen entschieden. Es nahmen neun Teams teil.

### 3 × 1000 m Staffel
| Platz | Verein, Besetzung                                                         | Zeit (min) |
| ----- | ------------------------------------------------------------------------- | ---------- |
| 1     | LSC Höchstadt/Aisch (Maximilian Berger, Brian Weisheit, Florian Bremm)    | 7:27,39    |
| 2     | LG Region Karlsruhe (Alexander Kessler, Markus Görger, Christoph Kessler) | 7:27,54    |
| 3     | Königsteiner LV (Okai Charles, Christoph Maximilian Schrick, Elija Ziem)  | 7:29,60    |
| 4     | LG Osnabrück (Robin Zernick, Erik Siemer, Linus Vennemann)                | 7:35,99    |
| 5     | Hamburg Running (Eric Berger, Tobias Middendorf, Gerrit Kröger)           | 7:38,39    |
| 6     | Post-Sportverein Trier (Lucas Meyer, Yannick Pütz, Damian Gindorf)        | 7:41,17    |
| 7     | LSC Höchstadt/Aisch (Friedrich Biniok, Niklas Buchholz, Theodor Schell)   | 7:45,35    |
| 8     | LC Paderborn (Joel Radin, Samuel Vorderwülbecke, Marc Leineke)            | 7:55,04    |

Datum: 14. September
fand in Sindelfingen im Rahmen der Deutschen Meisterschaften für Langstaffeln statt
entschieden in einem Finale mit zehn Teams

### 20 km Straßengehen
| Platz | Athlet, Verein                      | Zeit (h) |
| ----- | ----------------------------------- | -------- |
| 1     | Christopher Linke (SC Potsdam)      | 1:20:35  |
| 2     | Leo Köpp (LG Nord Berlin)           | 1:22:28  |
| 3     | Nathaniel Seiler (TV Bühlertal)     | 1:25:06  |
| 4     | Carl Dohmann (SCL Heel Baden-Baden) | 1:27:30  |
| 5     | Abu El Wafa Jassam (SV Halle)       | 1:28:12  |

Datum: 28. April
fand in Kelsterbach statt
nur fünf Teilnehmer

### 20 km Straßengehen, Mannschaftswertung
Eine Mannschaftswertung war für dieses Jahr nicht vorgesehen.

### Hochsprung
| Platz | Athlet, Verein                           | Höhe (m) |
| ----- | ---------------------------------------- | -------- |
| 1     | Tobias Potye (LG Stadtwerke München)     | 2,18     |
| 2     | Florian Hornig (TSV Bayer 04 Leverkusen) | 2,09     |
| 3     | Lukas Haiduk (LG Neumünster)             | 2,09     |
| 4     | Cedric Spieß (Erfurter LAC)              | 2,00     |
| 5     | Alexander Bai (MTV Hanstedt)             | 2,00     |
| 6     | Amdi Gaye (TSV Klausdorf)                | 2,00     |
| 7     | Finn Drümmer (Kaltenkirchener TS)        | 2,00     |
| 8     | Tim Kraus (LG Stadtwerke München)        | 1,95     |

Datum: 29. Juni

### Stabhochsprung
| Platz | Athlet, Verein                                 | Höhe (m) |
| ----- | ---------------------------------------------- | -------- |
| 1     | Bo Kanda Lita Baehre (TSV Bayer 04 Leverkusen) | 5,70     |
| 2     | Hendrik Müller (TSV Bayer 04 Leverkusen)       | 5,20     |
| 3     | Constantin Rutsch (LG Olympia Dortmund)        | 5,00     |
| 4     | Amadeus Gräber (SV Leonardo-da-Vinci Nauen)    | 5,00     |
| 5     | Fabio Wünsche (SC Potsdam)                     | 5,00     |
| 5     | Luke Zenker (TSV Bayer 04 Leverkusen)          | 5,00     |
| NMH   | Ben Bichsel (LG Radolfzell)                    | ogV      |
| NMH   | Torben Blech (TSV Bayer 04 Leverkusen)         | ogV      |
| NMH   | Tom Linus Humann (Schweriner SC)               | ogV      |
| NMH   | Gillian Ladwig (TSV Bayer 04 Leverkusen)       | ogV      |
| NMH   | Till Marburger (LG Olympia Dortmund)           | ogV      |
| NMH   | Louis Pröbstle (TSV Gräfelfing)                | ogV      |
| NMH   | Finn Jakob Torbohm (TSV Bayer 04 Leverkusen)   | ogV      |
| NMH   | Oleg Zernikel (ASV Landau)                     | ogV      |

Datum: 30. Juni

### Weitsprung
| Platz | Athlet, Verein                                       | Weite (m) |
| ----- | ---------------------------------------------------- | --------- |
| 1     | Simon Batz (MTG Mannheim)                            | 8,04      |
| 2     | Luka Herden (LG Brillux Münster)                     | 7,79      |
| 3     | Maximilian Entholzner (LG Stadtwerke München)        | 7,74      |
| 4     | Kevin Brucha (LC Jena)                               | 7,68      |
| 5     | Manuel Eitel (SSV Ulm 1846)                          | 7,43      |
| 6     | Benedikt von Hardenberg (LG Telis Finanz Regensburg) | 7,30      |
| 7     | Julian Holuschek (Eintracht Frankfurt)               | 7,22      |
| 8     | Nick Schmahl (Hamburger SV)                          | 7,21      |

Datum: 29. Juni

### Dreisprung
| Platz | Athlet, Verein                                       | Weite (m) |
| ----- | ---------------------------------------------------- | --------- |
| 1     | Max Heß (LAC Erdgas Chemnitz)                        | 16,90     |
| 2     | Steven Freund (LAC Erdgas Chemnitz)                  | 15,45     |
| 3     | Pascal Boden (Dresdner SC)                           | 15,28     |
| 4     | Benedikt von Hardenberg (LG Telis Finanz Regensburg) | 15,24     |
| 5     | Joel Kuluki (LBV Phönix Lübeck)                      | 15,19     |
| 6     | Denyo Schluckwerder (LAC Berlin)                     | 14,92     |
| 7     | Maximilian Skarke (Döbelner SC 02/90)                | 14,73     |
| 8     | Edmond Edoh (SC Neubrandenburg)                      | 14,73     |

Datum: 30. Juni

### Kugelstoßen
| Platz | Athlet, Verein                    | Weite (m) |
| ----- | --------------------------------- | --------- |
| 1     | Eric Maihöfer (VfL Sindelfingen)  | 19,78     |
| 2     | Silas Ristl (LAC Essingen)        | 19,54     |
| 3     | Tizian Lauria (VfL Sindelfingen)  | 19,29     |
| 4     | Simon Bayer (LAC Essingen)        | 19,20     |
| 5     | Dennis Lukas (LG Idar-Oberstein)  | 18,81     |
| 6     | Cedric Trinemeier (MTG Mannheim)  | 18,53     |
| 7     | Sascha Schmidt (LV 90 Erzgebirge) | 18,53     |
| 8     | Philipp Thomas (SV Halle)         | 18,17     |

Datum: 29. Juni

### Diskuswurf
| Platz | Athlet, Verein                       | Weite (m) |
| ----- | ------------------------------------ | --------- |
| 1     | Clemens Prüfer (SC Potsdam)          | 65,96     |
| 2     | Henrik Janssen (SC Magdeburg)        | 64,34     |
| 3     | Daniel Jasinski (TV Wattenscheid 01) | 62,17     |
| 4     | Mika Sosna (TSG Bergedorf)           | 61,38     |
| 5     | Marius Karges (Eintracht Frankfurt)  | 60,61     |
| 6     | Steven Richter (LV 90 Erzgebirge)    | 60,31     |
| 7     | David Wrobel (VfB Stuttgart)         | 58,71     |
| 8     | Martin Wierig (SC Magdeburg)         | 54,76     |

Datum: 30. Juni

### Hammerwurf
| Platz | Athlet, Verein                               | Weite (m) |
| ----- | -------------------------------------------- | --------- |
| 1     | Sören Klose (Eintracht Frankfurt)            | 75,70     |
| 2     | Merlin Hummel (UAC Kulmbach)                 | 74,37     |
| 3     | Christoph Gleixner (Eintracht Frankfurt)     | 65,44     |
| 4     | Torben Schaper (VfL Eintracht Hannover)      | 65,30     |
| 5     | Raphael Winkelvoss (TSV Bayer 04 Leverkusen) | 64,39     |
| 6     | Kai Hurych (KSV Fürth 09)                    | 63,77     |
| 7     | Lukas Winkler (LAC Erdgas Chemnitz)          | 62,75     |
| 8     | Dawid Morgalla (TSV Bayer 04 Leverkusen)     | 58,32     |

Datum: 30. Juni

### Speerwurf
| Platz | Athlet, Verein                        | Weite (m) |
| ----- | ------------------------------------- | --------- |
| 1     | Julian Weber (USC Mainz)              | 86,63     |
| 2     | Thomas Röhler (LC Jena)               | 76,84     |
| 3     | Max Dehning (TSV Bayer 04 Leverkusen) | 75,70     |
| 4     | Niklas Kaul (USC Mainz)               | 75,60     |
| 5     | Simon Schmitt (MTG Mannheim)          | 74,42     |
| 6     | Johannes Vetter (LG Offenburg)        | 73,16     |
| 7     | Maurice Voigt (LG Ohra Energie)       | 71,34     |
| 8     | Niklas Sagawe (PSV Eutin)             | 70,82     |

Datum: 30. Juni

### Zehnkampf
| Platz | Athlet, Verein                     | Punkte |
| ----- | ---------------------------------- | ------ |
| 1     | Marcel Meyer (Hannover 96)         | 7783   |
| 2     | Yannik Knobloch (LG Welfen)        | 7452   |
| 3     | Nico Beckers (Track&Field Tigers)  | 7280   |
| 4     | Silas Kriete (Hannover 96)         | 6993   |
| 5     | Martin Kratz (TV Gelnhausen)       | 6897   |
| 6     | Dennis Hannig (TV Kalkum-Wittlaer) | 6809   |
| 7     | Marvin Gregor (Track&Field Tigers) | 6576   |
| 8     | Luca Kunkel (TSV Altmorschen)      | 6440   |

Datum: 24./25. August
fand in Hannover statt

### Zehnkampf, Mannschaftswertung
| Platz | Verein, Besetzung                                                | Punkte |
| ----- | ---------------------------------------------------------------- | ------ |
| 1     | Hannover 96 (Marcel Meyer, Silas Kriete, Cristian Ifrim)         | 21.687 |
| 2     | Track&Field Tigers (Nico Beckers, Marvin Gregor, Armin Treichel) | 20.068 |
| 3     | 1. FC Kaiserslautern (Samuel Werner, Fynn Favier, Aaron Strupp)  | 20.068 |

Datum: 24./25. August
fand in Hannover statt
nur drei Mannschaften in der Wertung

### Crosslauf(Mittelstrecke) –4,3 km
| Platz | Athlet, Verein                                 | Zeit (min) |
| ----- | ---------------------------------------------- | ---------- |
| 1     | Jens Mergenthaler (LG farbtex Nordschwarzwald) | 12:36      |
| 2     | Niklas Buchholz (LSC Höchstadt/Aisch)          | 12:39      |
| 3     | Brian Weisheit (LSC Höchstadt/Aisch)           | 12:41      |
| 4     | Jonas Völler (SC Myhl LA)                      | 12:48      |
| 5     | Marco Sietmann (LG Brillux Münster)            | 12:49      |
| 6     | Artur Beimler (Braunschweiger Laufclub)        | 12:56      |
| 7     | Johannes Weizinger (TSG 08 Roth)               | 12:58      |
| 8     | Robbin Rechenberg (Sport-Club Itzehoe)         | 13:03      |

Datum: 23. November
fand in Hörstel-Riesenbeck statt

### Crosslauf(Mittelstrecke) –4,3 km, Mannschaftswertung
| Platz | Verein, Besetzung                                                          | Pl.Ziff. |
| ----- | -------------------------------------------------------------------------- | -------- |
| 1     | LG farbtex Nordschwarzwald (Jens Mergenthaler, Timo Benitz, Henri Hansert) | 20       |
| 2     | LG Region Karlsruhe (Felix Wammetsberger, Christoph Kessler, Jannik Weiß)  | 30       |
| 3     | LG Brillux Münster (Marco Sietmann, Justin Lukas, Jari Bender)             | 59       |
| 4     | TSG 08 Roth (Johannes Weizinger, Florian Macher, Alexander Köhn)           | 60       |
| 5     | Hamburg Running (Gerrit Kröger, Tobias Middendorf, Malte Frerichs)         | 61       |
| 6     | Braunschweiger Laufclub (Artur Beimler, René Menzel, Christoph Uphues)     | 69       |
| 7     | LAC Olympia 88 Berlin (Felix Hüttig, Paul Wallstab, Paul Fengler)          | 89       |
| 8     | LG Osnabrück (Linus Vennemann, Nils Huhtakangas, Erik Siemer)              | 99       |

Datum: 23. November
fand in Hörstel-Riesenbeck statt

### Crosslauf(Langstrecke) –9,4 km
| Platz | Athlet, Verein                               | Zeit (min) |
| ----- | -------------------------------------------- | ---------- |
| 1     | Markus Görger (LG Region Karlsruhe)          | 27:08      |
| 2     | Nick Jäger (LSC Höchstadt/Aisch)             | 27:15      |
| 3     | Davor Aaron Bienenfeld (SSC Hanau-Rodenbach) | 27:20      |
| 4     | Filimon Abraham (LG Telis Finanz Regensburg) | 27:24      |
| 5     | Frederik Ruppert (LAV Stadtwerke Tübingen)   | 27:31      |
| 6     | Maximilian Thorwirth (SFD 75 Düsseldorf)     | 27:43      |
| 7     | Linus Korsmeier (Milers Colonia 2020)        | 28:26      |
| 8     | Felix Nadeborn (LG Osnabrück)                | 29:24      |
| 8     | Roman Freitag (Erfurter LAC)                 | 28:28      |

Datum: 23. November
fand in Hörstel-Riesenbeck statt

### Crosslauf(Langstrecke) –9,4 km, Mannschaftswertung
| Platz | Verein, Besetzung                                                                   | Pl.Ziff. |
| ----- | ----------------------------------------------------------------------------------- | -------- |
| 1     | LSC Höchstadt/Aisch (Nick Jäger, Niklas Buchholz, Brian Weisheit)                   | 034      |
| 2     | SSC Hanau-Rodenbach (Davor Aaron Bienenfeld, Julius Hild, Marius Abele)             | 037      |
| 3     | SG Wenden (Frederik Jonas Wehner, Manuel Schräder, Fabian Jenne)                    | 045      |
| 4     | LG Telis Finanz Regensburg (Filimon Abraham, Tobias Ritter, Kajetan Troppmann)      | 046      |
| 5     | LAC Freiburg (Berhe Filmon Teklebrhan, Enoque Buchegger, Frederik Schäfer)          | 050      |
| 6     | LAV Stadtwerke Tübingen (Frederik Ruppert, Jan Philipp Kisker, Christian vom Hagen) | 059      |
| 7     | LG Region Karlsruhe (Markus Görger, Domenik Hahn, Paul Jelden)                      | 080      |
| 8     | LG Aachen (Michael Potthoff, Lothar Wyrwoll, Jannis Tigler)                         | 100      |

Datum: 23. November
fand in Hörstel-Riesenbeck statt

### Berglauf–16 km / 890 Höhenmeter
| Platz | Athlet, Verein                               | Zeit (h) |
| ----- | -------------------------------------------- | -------- |
| 1     | Lukas Ehrle (LG Brandenkopf)                 | 1:04:53  |
| 2     | Maximilian Zeus (LG Telis Finanz Regensburg) | 1:07:37  |
| 3     | Philipp Stuckhardt (SSC Hanau-Rodenbach)     | 1:08:43  |
| 4     | Fabian Jenne (SG Wenden)                     | 1:08:53  |
| 5     | Julius Ott (TSG Weinheim)                    | 1:09:02  |
| 6     | Frederik Schäfer (LAC Freiburg)              | 1:09:36  |
| 7     | Yannik Fuchs (LAC Freiburg)                  | 1:09:37  |
| 8     | Andreas Schindler (albside e.V.)             | 1:10:42  |

Datum: 20. April
fand in Zell am Harmersbach statt

### Berglauf–16 km / 890 Höhenmeter, Mannschaftswertung
| Platz | Verein, Besetzung                                                    | Zeit (h) |
| ----- | -------------------------------------------------------------------- | -------- |
| 1     | LAC Freiburg (Frederik Schäfer, Yannik Fuchs, Simon Pfleiderer)      | 3:34:27  |
| 2     | SG Wenden (Fabian Jenne, Manuel Schräder, Tobias Lautwein)           | 3:34:54  |
| 3     | SSC Hanau-Rodenbach (Philipp Stuckhardt, Julius Hild, Nils Bergmann) | 3:37:34  |
| 4     | LG Brandenkopf (Lukas Ehrle, Frank Adelmann, Pirmin Kienzle)         | 3:45:34  |
| 5     | Skivereinigung Amberg (Markus Bergler, Christoph Sturm, Marco Benz)  | 3:47:35  |
| 6     | LAC Freiburg (Michael Geißler, Jakob Scherwitz, Hannes Schnitzer)    | 3:50:06  |
| 7     | LG Region Karlsruhe (Jonas Roth, Lucas Imbsweiler, Arvid Lösel)      | 3:55:30  |
| 8     | TSG Schwäbisch Hall (Marco Neumann, Christian Muth, Florian Dinse)   | 4:00:12  |

Datum: 20. April
fand in Zell am Harmersbach statt

### 6-Stunden-Lauf
| Platz | Athlet, Verein                               | Strecke (km) |
| ----- | -------------------------------------------- | ------------ |
| 1     | Frank Merrbach (LG Nord Berlin Ultrateam)    | 81,404       |
| 2     | Marcel König (GutsMuths-Rennsteiglaufverein) | 80,402       |
| 3     | Christian Jakob (1. FC Lokomotive Leipzig)   | 79,520       |
| 4     | Christoph Lux (TG Viktoria Augsburg)         | 79,294       |
| 5     | Ralf Gundermann (LG Ultralauf)               | 75,449       |
| 6     | Florian Kaltenbach (Spiridon Frankfurt)      | 74,818       |
| 7     | René Strosny (Modautal)                      | 74,382       |
| 8     | Hannes Jochem (LSG Weiher)                   | 73,862       |

Datum: 7. April
fand in Mörfelden statt

### 6-Stunden-Lauf, Mannschaftswertung
| Platz | Verein, Besetzung                                                        | Strecke (km) |
| ----- | ------------------------------------------------------------------------ | ------------ |
| 1     | LG Ultralauf I (Ralf Gundermann, Fabian Deibl, Fabian Benz)              | 217,120      |
| 2     | Spiridon Frankfurt I (Florian Kaltenbach, Lothar Esser, Daniel Gastmann) | 209,350      |
| 3     | LG Ultralauf II (Klaus Haake, Holger Hedelt, Frank Gehle)                | 199,030      |
| 4     | Spiridon Frankfurt II (Wolfgang Lehmann, Olaf Henseler, Ralph Kaptur)    | 189,137      |
| 5     | LSG Karlsruhe (Marius Seith, Dominic Henzler, Irwan Harianto)            | 188,699      |
| 6     | LSG Weiher (Hannes Jochem, Manfred Müller, Rüdiger Kaltenmeier)          | 187,553      |
| 7     | LG Ultralauf III (Dirk Minnebusch, Guido Piehlmeier, Stefan Daum)        | 186,660      |
| 8     | LG Ultralauf IV (Walter Hösch, Wolfgang Metzger, Michael Irrgang)        | 171,226      |

Datum: 7. April
fand in Mörfelden statt

### Ultratrail(DUV), 73km / 3160Höhenmeter
| Platz | Athlet, Verein                               | Zeit (h) |
| ----- | -------------------------------------------- | -------- |
| 1     | Manuel Hartweg (LG Rülzheim)                 | 6:47:55  |
| 2     | Benedikt Hoffmann (TV Konstanz)              | 6:51:48  |
| 3     | Tobias Fritz (LG Staffelsee Murnau)          | 7:07:00  |
| 4     | Benjamin Bublak (Ultratrailrunning Erlangen) | 7:07:05  |
| 5     | Daniel Greiner (SV Sömmerda)                 | 7:24:41  |
| 6     | Timon Günther (TG Viktoria Augsburg)         | 7:26:27  |
| 7     | Lukas Schwella (LAC Essingen)                | 7:37:55  |
| 8     | Florian Felch (LG Allgäu)                    | 7:43:48  |

Datum: 5. Oktober
fand in Reit im Winkl im Rahmen des Mountain-Man-Laufs statt

### Ultratrail(DUV), Mannschaftswertung
| Platz | Verein, Besetzung                                                        | Zeit (h) |
| ----- | ------------------------------------------------------------------------ | -------- |
| 1     | LAC Essingen (Lukas Schwella, Adrian Hüttl, Sebastian Haas)              | 25:43:49 |
| 2     | LG Nord Berlin Ultrateam (Dominik Pick, Enrico Wiessner, Gaston Prüfer)  | 26:36:53 |
| 3     | LG Ultralauf (Marcel Neumann, Ulf Oeppert, Klaus Haake)                  | 27:50:55 |
| 4     | Marathon-Club Menden (Joachim Kaminsky, Daniel Böcker, Jörn Künstner)    | 29:18:52 |
| 5     | LG Mauerweg Berlin (Hendrik Schlegel, Robert Strecker, Dominik Heimrich) | 30:22:12 |
| 6     | LG Allgäu (Florian Felch, Andreas Brittain, Gerald Blumrich)             | 30:30:14 |
| 7     | Landau Running Company (Stephan Riffel, Thomas Stehling, Timo Gröbert)   | 30:39:28 |
| 8     | TSV Lichtenwald (Karlheinz Dravec, Wolfgang Hohlbauch, Gunther Krapf)    | 31:24:39 |

Datum: 5. Oktober
fand in Reit im Winkl im Rahmen des Mountain-Man-Laufs statt

### 24-Stunden-Lauf(DUV)
| Platz | Athlet, Verein                          | Strecke (km) |
| ----- | --------------------------------------- | ------------ |
| 1     | Norman Mascher-Aspensjö (SCC Berlin)    | 223,150      |
| 2     | Klaus Haake (LG Ultralauf)              | 211,911      |
| 3     | Tobias Mieth (SV Elbland Coswig-Meißen) | 205,272      |
| 4     | Philipp Thiede (Igas Wendland)          | 193,887      |
| 5     | Manfred Sustrate (TSV Niederelsungen)   | 191,030      |
| 6     | Jörn Künstner (LG Mauerweg Berlin)      | 182,612      |
| 7     | Matthias Betzler (Spvgg Höhenkirchen)   | 181,450      |
| 8     | Fabian Benz (LG Ultralauf)              | 178,822      |

Datum: 20./21. Juli
fand im Rahmen des Bottroper Ultralauf Festivals statt

### 24-Stunden-Lauf(DUV), Mannschaftswertung
| Platz | Verein, Besetzung                                                     | Strecke (km) |
| ----- | --------------------------------------------------------------------- | ------------ |
| 1     | LG Ultralauf I (Klaus Haake, Fabian Benz, Sven Furrer)                | 551,047      |
| 2     | LG Mauerweg Berlin (Jörn Künstner, Dirk Gandecki, Tobias Ziesing)     | 424,319      |
| 3     | Spiridon Frankfurt (Florian Kaltenbach, Bodo Hoffmann, Lothar Esser)  | 406,387      |
| 4     | LG Ultralauf II (Stefan Daum, Arno Müller, Michael Bohm)              | 396,241      |
| 5     | LSG Karlsruhe (Dominic Henzler, Peter Anders, Irwan Harianto)         | 393,321      |
| 6     | LG Ultralauf III (Gerhard Kaster, Walter Kühnlein, Andreas Häußler)   | 294,801      |
| 7     | Ultrafriesen (Thomas Brem, Chris von Minden, Reimund Brömmelhaus)     | 285,839      |
| 8     | LG Ultralauf IV (Michael Schmitt, Dirk Minnebusch, Dieter Brendemühl) | 221,347      |

Datum: 20./21. Juli
fand im Rahmen des Bottroper Ultralauf Festivals statt

## Meisterschaftsresultate Frauen

### 100 m
| Platz | Athletin, Verein                                   | Zeit (s) |
| ----- | -------------------------------------------------- | -------- |
| 1     | Gina Lückenkemper (SCC Berlin)                     | 11,04    |
| 2     | Alexandra Burghardt (LG Gendorf Wacker Burghausen) | 11,26    |
| 3     | Lisa Marie Kwayie (Neuköllner SF)                  | 11,26    |
| 4     | Sophia Junk (LG Rhein-Wied)                        | 11,26    |
| 5     | Sina Kammerschmitt (MTG Mannheim)                  | 11,35    |
| 5     | Mali Stavenow (Eintracht Frankfurt)                | 11,37    |
| 7     | Chelsea Kadiri (SC Magdeburg)                      | 11,38    |
| 8     | Jennifer Montag (TSV Bayer 04 Leverkusen)          | 11,40    |

Datum: 29. Juni
Wind: +0,2 m/s

### 200 m
| Platz | Athletin, Verein                             | Zeit (s) |
| ----- | -------------------------------------------- | -------- |
| 1     | Jessica-Bianca Wessolly (VfL Sindelfingen)   | 23,18    |
| 2     | Lisa-Marie Kwayie (Neuköllner SF)            | 23,40    |
| 3     | Lisa Nippgen (MTG Mannheim)                  | 23,49    |
| 4     | Nele Jaworski (VfL Wolfsburg)                | 23,63    |
| 5     | Svenja Pfetsch (LG Stadtwerke München)       | 23,65    |
| 6     | Line Schröder (Hamburger SV)                 | 23,81    |
| 7     | Louise Wieland (Hamburger SV)                | 23,96    |
| 8     | Elena Schernhardt (LG Festina Rupertiwinkel) | 24,02    |

Datum: 30. Juni
Wind: −1,0 m/s

### 400 m
| Platz | Athletin, Verein                           | Zeit (s) |
| ----- | ------------------------------------------ | -------- |
| 1     | Skadi Schier (SCC Berlin)                  | 52,36    |
| 2     | Mona Mayer (LG Telis Finanz Regensburg)    | 52,55    |
| 3     | Alica Schmidt (SCC Berlin)                 | 52,70    |
| 4     | Luna Bulmahn (VfL Wolfsburg)               | 52,77    |
| 5     | Pernilla Kramer (VfL Wolfsburg)            | 53,08    |
| 6     | Annkathrin Hoven (TSV Bayer 04 Leverkusen) | 53,20    |
| 7     | Karolina Pahlitzsch (LG Nord Berlin)       | 53,26    |
| 8     | Irina Gorr (LG Stadtwerke München)         | 54,16    |

Datum: 30. Juni

### 800 m
| Platz | Athletin, Verein                           | Zeit (min) |
| ----- | ------------------------------------------ | ---------- |
| 1     | Christina Hering (LG Stadtwerke München)   | 2:02,70    |
| 2     | Majtie Kolberg (LG Kreis Ahrweiler)        | 2:02,82    |
| 3     | Lucia Sturm (TSV Moselfeuer Lehmen)        | 2:03,69    |
| 4     | Smilla Kolbe (Eintracht Frankfurt)         | 2:04,66    |
| 5     | Jennifer Hauke (Berlin Track Club)         | 2:04,81    |
| 6     | Sophia Wolf (TV Groß-Gerau)                | 2:07,93    |
| 7     | Julia Swelam (TSV Kirchhain)               | 2:08,78    |
| 8     | Tanja Spill (LAV Bayer Uerdingen/Dormagen) | 2:11,60    |

Datum: 30. Juni

### 1500 m
| Platz | Athletin, Verein                             | Zeit (min) |
| ----- | -------------------------------------------- | ---------- |
| 1     | Vera Coutellier (ASV Köln)                   | 4:12,60    |
| 2     | Nele Weßel (TV Waldstraße Wiesbaden)         | 4:12,82    |
| 3     | Verena Meisl (TV Wattenscheid 01)            | 4:14,56    |
| 4     | Elena Burkard (LG farbtex Nordschwarzwald)   | 4:14,91    |
| 5     | Charlotte Augenstein (Athletics Team Karben) | 4:21,04    |
| 6     | Rahel Brömmel (Athletics Team Karben)        | 4:21,91    |
| 7     | Adeline Haisch (LG Region Karlsruhe)         | 4:21,98    |
| 8     | Anne Spickhoff (LG Telis Finanz Regensburg)  | 4:25,80    |

Datum: 30. Juni

### 5000 m
| Platz | Athletin, Verein                           | Zeit (min) |
| ----- | ------------------------------------------ | ---------- |
| 1     | Hanna Klein (LAV Stadtwerke Tübingen)      | 15:11,83   |
| 2     | Eva Dieterich (LAV Stadtwerke Tübingen)    | 15:30,28   |
| 3     | Svenja Pingpank (Hannover Athletics)       | 16:05,03   |
| 4     | Tabea Themann (Turnerbund Hamburg-Eilbeck) | 16:19,39   |
| 5     | Jana Soethout (Berlin Track Club)          | 16:20,83   |
| 6     | Annasophie Drees (TSV Bayer 04 Leverkusen) | 16:23,23   |
| 7     | Eva Schultz (LG Passau)                    | 16:23,42   |
| 8     | Katharina Jaiser (VfL Sindelfingen)        | 16:24,76   |

Datum: 28. Juni

### 10.000 m
| Platz | Athletin, Verein                             | Zeit (min) |
| ----- | -------------------------------------------- | ---------- |
| 1     | Eva Dieterich (LAV Stadtwerke Tübingen)      | 31:56,58   |
| 2     | Miriam Dattke (LG Telis Finanz Regensburg)   | 32:17,50   |
| 3     | Fabienne Königstein (MTG Mannheim)           | 33:04,62   |
| 4     | Eva Schultz (LG Passau)                      | 33:04,72   |
| 5     | Svenja Pingpank (Hannover Athletics)         | 33:25,49   |
| 6     | Katharina Saathoff (Braunschweiger Laufclub) | 34:30,48   |
| 7     | Lara Kiene (LG Hamm)                         | 34:37,76   |
| 8     | Lea Brückner (LG Brillux Münster)            | 35:22,27   |

Datum: 4. Mai
fand in Wassenberg statt

### 10-km-Straßenlauf
| Platz | Athletin, Verein                               | Zeit (min) |
| ----- | ---------------------------------------------- | ---------- |
| 1     | Katharina Steinruck (Eintracht Frankfurt)      | 32:06      |
| 2     | Domenika Mayer (LG Telis Finanz Regensburg)    | 32:10      |
| 3     | Esther Pfeiffer (Hannover 96)                  | 32:37      |
| 4     | Eva Dieterich (LAV Stadtwerke Tübingen)        | 32:46      |
| 5     | Lisa Merkel (LAV Stadtwerke Tübingen)          | 33:04      |
| 6     | Svenja Pingpank (Hannover Athletics)           | 33:26      |
| 7     | Franziska Drexler (LG Telis Finanz Regensburg) | 33:34      |
| 8     | Rabea Schöneborn (SCC Berlin)                  | 33:36      |

Datum: 3. März
fand in Leverkusen statt

### 10-km-Straßenlauf, Mannschaftswertung
| Platz | Verein, Besetzung                                                                    | Zeit (h) |
| ----- | ------------------------------------------------------------------------------------ | -------- |
| 1     | LAV Stadtwerke Tübingen I (Eva Dieterich, Lisa Merkel, Hanna Gröber)                 | 1:39:39  |
| 2     | LG Telis Finanz Regensburg (Domenika Mayer, Franziska Drexler, Thea Heim)            | 1:40:11  |
| 3     | SCC Berlin (Rabea Schöneborn, Lucia Hemeling, Christina Gerdes)                      | 1:43:39  |
| 4     | LAV Stadtwerke Tübingen II (Linda Meier, Antonia Schiel, Sabrina Mockenhaupt-Gregor) | 1:44:03  |
| 5     | VfL Sindelfingen (Lisa Fuchs, Emily Junginger, Kim Bödi)                             | 1:45:44  |
| 6     | Hannover 96 (Esther Pfeiffer, Johanna Ewert, Josta Benecke)                          | 1:45:57  |
| 7     | Leichtathletikclub Kronshagen (Julia Kümpers, Svea Timm, Fenna Wulf)                 | 1:46:56  |
| 8     | Ayyo-Team Essen (Joleen Gedwart, Annika Börner, Lena Sang)                           | 1:48:21  |

Datum: 3. März
fand in Leverkusen statt

### Halbmarathon
| Platz | Athletin, Verein                              | Zeit (h) |
| ----- | --------------------------------------------- | -------- |
| 1     | Esther Pfeiffer (Hannover 96)                 | 1:09:51  |
| 2     | Mia Jurenka (VfL Sindelfingen)                | 1:11:56  |
| 3     | Blanka Dörfel (SCC Berlin)                    | 1:11:57  |
| 4     | Kiara Nahen (LC Paderborn)                    | 1:12:32  |
| 5     | Lara Kiene (LG Hamm)                          | 1:13:53  |
| 6     | Lisa Huwatscheck (Hannover 96)                | 1:14:00  |
| 7     | Eva Schultz (LG Passau)                       | 1:14:43  |
| 8     | Julia Kümpers (Leichtathletikclub Kronshagen) | 1:14:53  |

Datum: 15. September
fand in Hamburg statt

### Halbmarathon, Mannschaftswertung
| Platz | Verein, Besetzung                                                            | Zeit (h) |
| ----- | ---------------------------------------------------------------------------- | -------- |
| 1     | SCC Berlin (Blanka Dörfel, Katja Fischer, Hanna Tempelhagen)                 | 3:50:04  |
| 2     | Ayyo-Team Essen (Joleen Gedwart, Annika Börner, Stephanie Breitkreutz)       | 3:55:10  |
| 3     | TSG 1845 Heilbronn (Julia Kümpers, Christin Adler, Svea Timm)                | 3:56:37  |
| 4     | MTG Mannheim (Kathrin Lehnert, Sylvie Müller, Jasmin Volz)                   | 4:01:55  |
| 5     | TSG 78 Heidelberg (Nike Simon, Stella Wernicke, Laura Schön)                 | 4:05:19  |
| 6     | Hamburg Running (Leonie Konczalla, Wiebke Kleinwächter, Christiane Lenertz)  | 4:07:04  |
| 7     | Turnerbund Hamburg-Eilbeck (Caroline Balduhn, Mira Parisek, Lara Hülsebusch) | 4:08:26  |
| 8     | Hannover 96 (Esther Pfeiffer, Lisa Huwatscheck, Melanie Gürsch)              | 4:12:35  |

Datum: 15. September
fand in Hamburg statt

### Marathonlauf
| Platz | Athletin, Verein                            | Zeit (h)   |
| ----- | ------------------------------------------- | ---------- |
| 1     | Domenika Mayer (LG Telis Finanz Regensburg) | 2:23:50 CR |
| 2     | Lisa Fuchs (VfL Sindelfingen)               | 2:35:22000 |
| 3     | Svenja Ojstersek (Braunschweiger Laufclub)  | 2:37:22000 |
| 4     | Lisa Huwatscheck (Hannover 96)              | 2:41:40000 |
| 5     | Florentine Beese (Hannover Athletics)       | 2:42:12000 |
| 6     | Verena Cerna (SSV Ulm 1846)                 | 2:42:45000 |
| 7     | Verena Vogt (LSF Münster)                   | 2:43:27000 |
| 8     | Tania Moser (Spiridon Frankfurt)            | 2:43:32000 |

Datum: 14. April
fand im Rahmen des Hannover-Marathons statt

### Marathonlauf, Mannschaftswertung
| Platz | Verein, Besetzung                                                             | Zeit (h)    |
| ----- | ----------------------------------------------------------------------------- | ----------- |
| 1     | Leichtathletikclub Kronshagen (Julia Kümpers, Nicole Adler, Christin Adler)   | 08:16:03 CR |
| 2     | LSF Münster (Verena Vogt, Jana Kappenberg, Raija Schmidt)                     | 8:33:1500   |
| 3     | Spiridon Frankfurt (Tania Moser, Anna Starostzik, Hanna Hofstetter)           | 8:33:2800   |
| 4     | MTV Ingolstadt (Cornelia Griesche, Valerie Griesche, Andrea Horney)           | 9:02:5600   |
| 5     | PTSV Rosenheim (Amelie Hofbauer, Agnieszka Glomb, Malgorzata Krasicka)        | 9:15:4200   |
| 6     | MTG Mannheim (Sylvie Müller, Jasmin Volz, Jaqueline Brenzel)                  | 9:17:0700   |
| 7     | LAV Stadtwerke Tübingen (Christine Geiger, Anja Karau, Nicole Schwindt)       | 9:54:2200   |
| 8     | Lauftreffverein Kiel-Ost (Myriam Ribcke, Barbara Schäfer, Stephanie Schubert) | 10:46:10000 |

Datum: 14. April
fand im Rahmen des Hannover-Marathons statt

### 50-km-Straßenlauf
| Platz | Athletin, Verein                       | Zeit (h)   |
| ----- | -------------------------------------- | ---------- |
| 1     | Anja Kobs (TSV Alling)                 | 3:27:50 CR |
| 2     | Karina Maier (TSV Detag Wernberg)      | 3:36:32000 |
| 3     | Mona Lesly Winter (Spiridon Frankfurt) | 3:41:30000 |
| 4     | Katrin Ochs (LG Filder)                | 3:43:10000 |
| 5     | Malin Auraß (LG Nord Berlin Ultrateam) | 3:44:56000 |
| 6     | Jana Seel (LG Nord Berlin Ultrateam)   | 3:45:41000 |
| 7     | Jasmin Beer (Die Laufpartner)          | 3:46:30000 |
| 8     | Stella Osterhoff (Spiridon Frankfurt)  | 3:47:02000 |

Datum: 17. März
fand in Bremen im Rahmen des 4. Werderseelaufs statt
Anja Kobs verbesserte Almut Dreßlers 2019 aufgestellten Meisterschaftsrekord um 1:53 min.

### 50-km-Straßenlauf, Mannschaftswertung
| Platz | Verein, Besetzung                                                              | Zeit (h) |
| ----- | ------------------------------------------------------------------------------ | -------- |
| 1     | LG Nord Berlin Ultrateam (Malin Auraß, Jana Seel, Katrin Grigalat)             | 11:26:35 |
| 2     | Die Laufpartner (Jasmin Beer, Julia Jezek, Melanie Anders)                     | 11:59:54 |
| 3     | LG Mauerweg Berlin I (Mandy Gandecki, Svende Albrecht, Christiane Radatz)      | 13:07:52 |
| 4     | LG Mauerweg Berlin II (Sandra Kötzle, Nina Blisse, Nicole Linke)               | 13:32:49 |
| 5     | LG Ultralauf I (Rita Nowottny-Hupka, Claudia Lederer, Stephanie Rauchmann)     | 14:25:51 |
| 6     | LG Mauerweg Berlin III (Antje Matthiesen, Birgit Leszinski, Kristin Drechsler) | 14:34:11 |
| 7     | LG Ultralauf II (Mechthild Kolter, Kerstin Hommel, Petra Fornaçon)             | 17:20:42 |

Datum: 17. März
fand in Bremen im Rahmen des 4. Werderseelaufs statt
nur sieben Teams in der Wertung

### 100-km-Straßenlauf
| Platz | Athletin, Verein                           | Zeit (h) |
| ----- | ------------------------------------------ | -------- |
| 1     | Katrin Ochs (LG Filder)                    | 8:13:55  |
| 2     | Christine Fischer-Bendtke (LG eXa Leipzig) | 8:27:29  |
| 3     | Pia Winkelblech (TSV Kandel)               | 8:41:59  |
| 4     | Mona Lesly Winter (Spiridon Frankfurt)     | 9:10:27  |
| 5     | Katrin Gottschalk (LG Ultralauf)           | 9:22:16  |
| 6     | Sigrid Hoffmann (LG Westerwald)            | 9:25:37  |
| 7     | Ayline Heller (Spiridon Frankfurt)         | 9:29:00  |
| 8     | Agata Krafczyk (Einbecker SV)              | 9:49:56  |

Datum: 21. September
fand in Kandel statt

### 100-km-Straßenlauf, Mannschaftswertung
| Platz | Verein, Besetzung                                                    | Zeit (h) |
| ----- | -------------------------------------------------------------------- | -------- |
| 1     | LG Ultralauf (Katrin Gottschalk, Rita Nowottny-Hupka, Dagmar Deuber) | 31:37:47 |

Datum: 21. September

fand in Kandel statt

(nur ein Team in der Wertung)

### 100 m Hürden
| Platz | Athletin, Verein                        | Zeit (s) |
| ----- | --------------------------------------- | -------- |
| 1     | Ricarda Lobe (MTG Mannheim)             | 12,89    |
| 2     | Marlene Meier (TSV Bayer 04 Leverkusen) | 13,04    |
| 3     | Rosina Schneider (TV Sulz)              | 13,08    |
| 4     | Lia Flotow (LG Rhein-Wied)              | 13,09    |
| 5     | Isabel Mayer (TV Wattenscheid 01)       | 13,43    |
| 6     | Line Schröder (Hamburger SV)            | 13,44    |
| 7     | Naomi Krebs (LG Stadtwerke München)     | 13,45    |
| 8     | Katharina Winkler (LG Erlangen)         | 13,50    |

Datum: 29. Juni
Wind: +0,6 m/s

### 400 m Hürden
| Platz | Athletin, Verein                      | Zeit        |
| ----- | ------------------------------------- | ----------- |
| 1     | Eileen Demes (TV 1861 Neu-Isenburg)   | 56,53 s     |
| 2     | Djamila Böhm (SCC Berlin)             | 58,35 s     |
| 3     | Yasmin Amaadacho (Garbsener SC)       | 58,47 s     |
| 4     | Karoline Maria Sauer (TSV Gomaringen) | 58,51 s     |
| 5     | Melanie Böhm (VfL Sindelfingen)       | 58,89 s     |
| 6     | Sabrina Heil (Königsteiner LV)        | 59,38 s     |
| 7     | Gisèle Wender (SC Berlin)             | 1:02,76 min |
| DSQ   | Carolina Krafzik (VfL Sindelfingen)   |             |

Datum: 30. Juni

### 3000 m Hindernis
| Platz | Athletin, Verein                              | Zeit (min) |
| ----- | --------------------------------------------- | ---------- |
| 1     | Olivia Gürth (Silvesterlauf Trier)            | 09:45,01   |
| 2     | Gesa Felicitas Krause (Silvesterlauf Trier)   | 09:46,12   |
| 3     | Lea Meyer (TSV Bayer 04 Leverkusen)           | 09:48,53   |
| 4     | Linda Wrede (TSV Bayer 04 Leverkusen)         | 09:55,48   |
| 5     | Agnes Thurid Gers (SCC Berlin)                | 10:01,66   |
| 6     | Kim Bödi (VfL Sindelfingen)                   | 10:03,65   |
| 7     | Kerstin Schulze Kalthoff (LG Brillux Münster) | 10:06,30   |
| 8     | Carolin Hinrichs (VfL Löningen)               | 10:12,77   |

Datum: 30. Juni

### 4 × 100 m Staffel
| Platz | Verein, Besetzung                                                                               | Zeit (s) |
| ----- | ----------------------------------------------------------------------------------------------- | -------- |
| 1     | LG Stadtwerke München (Melanie Slotosch, Amelie-Sophie Lederer, Svenja Pfetsch, Tina Benzinger) | 43,92    |
| 2     | TV Wattenscheid 01 (Johanna Marie Bechthold, Monika Zapalska, Jolina Ernst, Tatjana Pinto)      | 44,48    |
| 3     | SCC Berlin (Vanessa Hammerschmidt, Michelle Janiak, Nadine Reetz, Gina Lückenkemper)            | 44,57    |
| 4     | LG Region Karlsruhe (Franziska Stöhr, Helena Brich, Celine Böer, Nele Zwirner)                  | 45,92    |
| 5     | Hannover 96 (Jule Wachtendorf, Johanna Paul, Mayleen Bartz, Michelle Aulbert)                   | 45,92    |
| 6     | TSV Bayer 04 Leverkusen (Nicole Krieger, Lea Wiethoff, Allegra Hildebrand, Marie Dehning)       | 45,92    |
| 7     | Wiesbadener LV (Josephine Otto, Hawa Jalloh, Carolin Wicke, Jule Tiltscher)                     | 45,99    |
| 8     | 1. LAV Rostock (Maria Schnemilich, Pauline Richter, Anna Neubert, Lia Flotow)                   | 46,08    |

Datum: 30. Juni
entschieden in drei zu einem Gesamtergebnis zusammengefassten Zeitendläufen

### 4 × 400 m Staffel
| Platz | Verein, Besetzung                                                                                     | Zeit (min) |
| ----- | --- | ---------- |
| 1     | VfL Sindelfingen (Melanie Böhm, Jessica-Bianca Wessolly, Luisa Herrfurth, Lisa Sophie Hartmann)       | 3:41,29    |
| 2     | LG Nord Berlin (Judith Franzen, Emelie Wolff, Karolina Pahlitzsch, Lena Seifert, Charlotte Wolff)     | 3:43,44    |
| 3     | LG Augsburg (Larissa Bergmair, Leila Killian, Ella Schmucker, Sonja Keil)                             | 3:53,58    |
| 4     | TSV SCHOTT Mainz (Luise Pecht, Phyllis Mainka, Franziska Schindler, Pia Briger)                       | 3:56,21    |
| 5     | TV Herkenrath (Anna Welz, Kathrin Höller, Kiana Haas, Nele Renneberg)                                 | 3:56,73    |
| 6     | LG Olympia Dortmund (Emely Andreas, Mara Emilia Peltzer, Nicole Ickstadt, Laura Siegeroth)            | 3:57,72    |
| 7     | StG Pliezhausen-Gomar-Balingen (Larissa Klumpp, Lena Humburger, Karoline Maria Sauer, Tsambika Jäger) | 3:58,63    |
| 8     | LT DSHS Köln (Sophie Gesche, Laura Gesche, Anne Schmitz, Emma Jung)                                   | 4:01,60    |
| 9     | StG Essen Ruhr (Verena Schmitter, Lea Göttgens, Frauke Pöpplow, Pia Goldbach)                         | 4:04,85    |

Datum: 14. September
fand in Sindelfingen im Rahmen der Deutschen Meisterschaften für Langstaffeln statt
Die Staffel wurde in zwei zu einem Gesamtergebnis zusammengefassten Zeitendläufen entschieden. Es nahmen neun Teams teil.

### 3 × 800 m Staffel
| Platz | Verein, Besetzung                                                              | Zeit (min) |
| ----- | ------------------------------------------------------------------------------ | ---------- |
| 1     | LG Stadtwerke München (Valerie Koppler, Nele Göhl, Katharina Trost)            | 6:36,32    |
| 2     | Berlin Track Club (Natalie Füllgraf, Nike Dangelmair, Jennifer Hauke)          | 6:47,48    |
| 3     | ASV Köln (Carla Schiffer, Inken Terjung, Vera Coutellier)                      | 6:49,26    |
| 4     | VfL Sindelfingen (Melanie Böhm, Clara Möll, Kim Bödi)                          | 6:49,43    |
| 5     | VfL Eintracht Hannover (Manon Martsch, Jana Schlüsche, Marie Pröpsting)        | 6:51,09    |
| 6     | LG Olympia Dortmund (Lotta Sophie Reckert, Carolin Bothe, Karolina Mia Haas)   | 6:54,44    |
| 7     | TSV SCHOTT Mainz (Franziska Schindler, Phyllis Mainka, Pia Briger)             | 6:57,97    |
| 8     | Hamburg Running (Pauline Rachor, Christina Laubenstein, Anna-Sophie Bellerich) | 7:00,73    |

Datum: 14. September
fand in Sindelfingen im Rahmen der Deutschen Meisterschaften für Langstaffeln statt
Die Staffel wurde in zwei zu einem Gesamtergebnis zusammengefassten Zeitendläufen entschieden. Es nahmen dreizehn Teams teil.

### 20 km Straßengehen
| Platz | Athletin, Verein                     | Zeit (h) |
| ----- | ------------------------------------ | -------- |
| 1     | Saskia Feige (SC DHfK Leipzig)       | 1:36:15  |
| 2     | Bianca Maria Dittrich (LG Offenburg) | 1:38:17  |
| 3     | Lena Sonntag (SC Potsdam)            | 1:39:51  |
| 4     | Emilia Tommasino (LG Nord Berlin)    | 1:42:58  |
| 5     | Ada Junghannß (Erfurter LAC)         | 1:43:24  |
| 6     | Julia Schmidt (SpVgg Niederaichbach) | 1:46:00  |
| 7     | Lea Anika Obenaus (SC Potsdam)       | 1:53:27  |
| 8     | Lucy Steffen (SC Potsdam)            | 2:02:41  |

Datum: 28. April
fand in Kelsterbach statt

### 20 km Straßengehen, Mannschaftswertung
Eine Mannschaftswertung war für dieses Jahr nicht vorgesehen.

### Hochsprung
| Platz | Athletin, Verein                              | Höhe (m) |
| ----- | --------------------------------------------- | -------- |
| 1     | Imke Onnen (Hannover 96)                      | 1,88     |
| 2     | Johanna Göring (SV Salamander Kornwestheim)   | 1,85     |
| 2     | Christina Honsel (TV Wattenscheid 01)         | 1,85     |
| 4     | Anna-Sophie Schmitt (TSV Bayer 04 Leverkusen) | 1,78     |
| 5     | Lea Halmans (SV GO! Saar 05 Saarbrücken)      | 1,78     |
| 5     | Bianca Stichling (TSV Bayer 04 Leverkusen)    | 1,78     |
| 7     | Jelde Jakob (Eintracht Hannover)              | 1,78     |
| 7     | Marie Laurence Jungfleisch (VfB Stuttgart)    | 1,78     |

Datum: 30. Juni

### Stabhochsprung
| Platz | Athletin, Verein                        | Höhe (m) |
| ----- | --------------------------------------- | -------- |
| 1     | Anjuli Knäsche (VfB Stuttgart)          | 4,50     |
| 2     | Jacqueline Otchere (MTG Mannheim)       | 4,45     |
| 3     | Ella Buchner (SC Potsdam)               | 4,20     |
| 4     | Clara Rentz (LT DSHS Köln)              | 4,10     |
| 5     | Moana-Lou Kleiner (SC Potsdam)          | 4,10     |
| 6     | Zoe Jakob (LG Olympia Dortmund)         | 4,00     |
| 7     | Regine Bakenecker (LG Olympia Dortmund) | 4,00     |
| 8     | Anne Berger (VfL Gladbeck)              | 3,90     |

Datum: 29. Jun

### Weitsprung
| Platz | Athletin, Verein                              | Weite (m) |
| ----- | --------------------------------------------- | --------- |
| 1     | Maryse Luzolo (Königsteiner LV)               | 6,48      |
| 2     | Libby Buder (TSG Bergedorf)                   | 6,41      |
| 3     | Malin Stavenow (Eintracht Frankfurt)          | 6,41      |
| 4     | Samira Attermeyer (LG Olympia Dortmund)       | 6,32      |
| 5     | Tabea Christ (LG Brillux Münster)             | 6,22      |
| 6     | Imke Daalmann (TSV Bayer 04 Leverkusen)       | 5.87      |
| 7     | Lea-Sophie Klik (LAC Erdgas Chemnitz)         | 5,85      |
| 8     | Lea-Jasmin Riecke (Mitteldeutscher Sportclub) | 5,84      |

Datum: 30. Juni

### Dreisprung
| Platz | Athletin, Verein                          | Weite (m) |
| ----- | ----------------------------------------- | --------- |
| 1     | Kira Wittmann (Hannover 96)               | 13,47     |
| 2     | Sarah-Michelle Kudla (SCC Berlin)         | 13,36     |
| 3     | Anna Gräfin Keyserlingk (LG Göttingen)    | 13,26     |
| 4     | Lea-Sophie Klik (LAC Erdgas Chemnitz)     | 13,12     |
| 5     | Masha-Sol Gelitz (GSV Eintracht Baunatal) | 13,11     |
| 6     | Nicola Kondziella (TV Wattenscheid 01)    | 12,83     |
| 7     | Sophie Ullrich (TSV Bayer 04 Leverkusen)  | 12,67     |
| 8     | Julia Kellner (LAC Erdgas Chemnitz)       | 12,29     |

Datum: 29. Juni

### Kugelstoßen
| Platz | Athletin, Verein                        | Weite (m) |
| ----- | --------------------------------------- | --------- |
| 1     | Yemisi Ogunleye (MTG Mannheim)          | 19,25     |
| 2     | Katharina Maisch (LV 90 Erzgebirge)     | 18,88     |
| 3     | Alina Kenzel (VfB Stuttgart)            | 18,48     |
| 4     | Julia Ritter (TV Wattenscheid 01)       | 18,11     |
| 5     | Nina Ndubuisi (SG Schorndorf 1846)      | 17,41     |
| 6     | Lea Riedel (VfB Stuttgart)              | 16,99     |
| 7     | Annina Brandenburg (TV Wattenscheid 01) | 16,60     |
| 8     | Milaine Ammon (SV Halle)                | 15,89     |

Datum: 30. Juni

### Diskuswurf
| Platz | Athletin, Verein                            | Weite (m) |
| ----- | ------------------------------------------- | --------- |
| 1     | Kristin Pudenz (SC Potsdam)                 | 65,93     |
| 2     | Marike Steinacker (TSV Bayer 04 Leverkusen) | 64,49     |
| 3     | Shanice Craft (SV Halle)                    | 62,22     |
| 4     | Claudine Vita (SC Neubrandenburg)           | 60,43     |
| 5     | Antonia Kinzel (MTG Mannheim)               | 59,17     |
| 6     | Julia Harting (SCC Berlin)                  | 58,43     |
| 7     | Milina Wepiwe (TSG Wehrheim)                | 54,97     |
| 8     | Curly Brown (Eintracht Frankfurt)           | 54,94     |

Datum: 29. Juni

### Hammerwurf
| Platz | Athletin, Verein                         | Weite (m) |
| ----- | ---------------------------------------- | --------- |
| 1     | Samantha Borutta (Eintracht Frankfurt)   | 68,44     |
| 2     | Michelle Döpke (TSV Bayer 04 Leverkusen) | 66,65     |
| 3     | Aileen Kuhn (LAZ Ludwigsburg)            | 66,32     |
| 4     | Jada Julien (LV 90 Erzgebirge)           | 64,54     |
| 5     | Sophie Gimmler (LC Rehlingen)            | 60,59     |
| 6     | Lara Hundertmark (Einbecker SV)          | 59,64     |
| 7     | Flora Rustemeyer (LG Nord Berlin)        | 59,21     |
| 8     | Lucie Holzapfel (Eintracht Frankfurt)    | 58,69     |

Datum: 29. Juni

### Speerwurf
| Platz | Athletin, Verein                         | Weite (m) |
| ----- | ---------------------------------------- | --------- |
| 1     | Christin Hussong (LAZ Zweibrücken)       | 60,53     |
| 2     | Alyssa John (SC Magdeburg)               | 59,59     |
| 3     | Julia Ulbricht (1. LAV Rostock)          | 57,94     |
| 4     | Mirja Lukas (TSV Bayer 04 Leverkusen)    | 55,36     |
| 5     | Marie Dehning (TSV Bayer 04 Leverkusen)  | 54,88     |
| 6     | Lara Latz (TSV Schott Mainz)             | 54,70     |
| 7     | Jana Marie Lowka (Eintracht Frankfurt)   | 53,09     |
| 8     | Kathrin Walter (TSV Bayer 04 Leverkusen) | 51,88     |

Datum: 30. Juni

### Siebenkampf
| Platz | Athletin, Verein                                 | Punkte |
| ----- | ------------------------------------------------ | ------ |
| 1     | Sandrina Sprengel (LG Steinlach-Zollern)         | 5976   |
| 2     | Laura Voß (LAZ Soest)                            | 5596   |
| 3     | Leona Grimm (LG Staufen)                         | 5445   |
| 4     | Paula De Boer (MTV Lübeck)                       | 5509   |
| 5     | Isabel Schauerte (TSV Bayer 04 Leverkusen)       | 5333   |
| 6     | Johanna Stegmaier (LG Eckental)                  | 5241   |
| 7     | Anna-Lena Obermaier (LG Telis Finanz Regensburg) | 5186   |
| 8     | Katharina Kirchgeßner (MTV Lübeck)               | 5161   |

Datum: 24./25. August
fand in Hannover statt

### Siebenkampf, Mannschaftswertung
| Platz | Verein, Besetzung                                                                 | Punkte |
| ----- | --------------------------------------------------------------------------------- | ------ |
| 1     | MTV Lübeck (Paula de Boer, Katharina Kirchgeßner, Carolin Bielert)                | 15.214 |
| 2     | LG Telis Finanz Regensburg (Anna-Lena Obermaier, Sabrina Reusch, Hannah Wittmann) | 14.561 |

Datum: 24./25. August
fand in Hannover statt
nur zwei Teams in der Wertung

### Crosslauf–7 km
| Platz | Athletin, Verein                            | Zeit (min) |
| ----- | ------------------------------------------- | ---------- |
| 1     | Hanna Klein (LAV Stadtwerke Tübingen)       | 22:19      |
| 2     | Eva Dieterich (LAV Stadtwerke Tübingen)     | 22:23      |
| 3     | Domenika Mayer (LG Telis Finanz Regensburg) | 22:35      |
| 4     | Lisa Merkel (LAV Stadtwerke Tübingen)       | 22:48      |
| 5     | Pia Schlattmann (LG Brillux Münster)        | 22:57      |
| 6     | Pauline Meyer (TSV Bayer 04 Leverkusen)     | 22:59      |
| 7     | Mia Jurenka (VfL Sindelfingen)              | 23:00      |
| 8     | Blanka Dörfel (SCC Berlin)                  | 23:20      |

Datum: 23. November
fand in Hörstel-Riesenbeck statt

### Crosslauf–7 km, Mannschaftswertung
| Platz | Verein, Besetzung                                                                  | Pl.Ziff. |
| ----- | ---------------------------------------------------------------------------------- | -------- |
| 1     | LAV Stadtwerke Tübingen (Hanna Klein, Eva Dieterich, Lisa Merke)                   | 07       |
| 2     | TSV Bayer 04 Leverkusen I (Pauline Meyer, Annasophie Drees, Lotte Meyberg)         | 39       |
| 3     | SCC Berlin (Blanka Dörfel, Lucia Hemeling, Inken Siebert)                          | 43       |
| 4     | VfL Sindelfingen (Mia Jurenka, Kim Bödi, Clara Möll)                               | 52       |
| 5     | LG Brillux Münster (Pia Schlattmann, Anna Kamp, Christina Lehnen)                  | 65       |
| 6     | LG Telis Finanz Regensburg (Domenika Mayer, Susanne Brünnig, Magdalena Mayerhofer) | 69       |
| 7     | LV Pliezhausen (Tsambika Jäger, Hannah Arndt, Marie Sophie Stolte)                 | 75       |
| 8     | TSV Bayer 04 Leverkusen II (Linda Wrede, Sophie Hinrichs, Berit Scheid)            | 95       |

Datum: 23. November
fand in Hörstel-Riesenbeck statt

### Berglauf–16 km / 890 Höhenmeter
| Platz | Athletin, Verein                                     | Zeit (h) |
| ----- | ---------------------------------------------------- | -------- |
| 1     | Hanna Gröber (LAV Stadtwerke Tübingen)               | 1:16:40  |
| 2     | Franziska Althaus (SSC Hanau-Rodenbach)              | 1:20:24  |
| 3     | Kerstin Bertsch (SSC Hanau-Rodenbach)                | 1:21:11  |
| 4     | Regina Zimmermann (LG Region Landshut)               | 1:23:35  |
| 5     | Carola Dörries (LG Allgäu)                           | 1:23:47  |
| 6     | Franziska Schmieder (LG Brandenkopf)                 | 1:24:38  |
| 7     | Sabrina Mockenhaupt-Gregor (LAV Stadtwerke Tübingen) | 1:27:04  |
| 8     | Tanja Hellmann (LG Rülzheim)                         | 1:28:50  |

Datum: 20. April
fand in Zell am Harmersbach statt

### Berglauf–16 km / 890 Höhenmeter, Mannschaftswertung
| Platz | Verein, Besetzung                                                                | Zeit (h) |
| ----- | -------------------------------------------------------------------------------- | -------- |
| 1     | LAV Stadtwerke Tübingen (Hanna Gröber, Sabrina Mockenhaupt-Gregor, Anaïs Sabrié) | 4:12:48  |
| 2     | SSC Hanau-Rodenbach (Franziska Althaus, Kerstin Bertsch, Daniela Köcher)         | 4:25:50  |
| 3     | SG Wenden (Johanna Pulte, Annika Vössing, Stefanie Osthoff)                      | 4:32:32  |
| 4     | TV 1847 Bühl (Sylvia Schmieder, Sandra Kist-Boschetti, Andrea Hölzle)            | 4:45:42  |
| 5     | LG Brandenkopf (Franziska Schmiede, Miriam Köhler, Laura Huber)                  | 4:50:10  |

4
Datum: 20. April
fand in Zell am Harmersbach statt
nur fünf Teams am Start

### 6-Stunden-Lauf
| Platz | Athletin, Verein                             | Strecke (km) |
| ----- | -------------------------------------------- | ------------ |
| 1     | Katrin Ochs (LG Filder)                      | 72,080       |
| 2     | Stella Osterhoff (Spiridon Frankfurt)        | 70,604       |
| 3     | Julia Heinz (LG Landkreis Aschaffenburg)     | 67,664       |
| 4     | Ayline Heller (Spiridon Frankfurt)           | 66,967       |
| 5     | Julia Jezek (Die Laufpartner)                | 65,657       |
| 6     | Nina Ropertz (LG Ultralauf)                  | 63,730       |
| 7     | Nina Schüßler (LSG Weiher)                   | 63,322       |
| 8     | Natascha Noever (LG Landkreis Aschaffenburg) | 62,180       |

Datum: 7. April
fand in Mörfelden statt

### 6-Stunden-Lauf, Mannschaftswertung
| Platz | Verein, Besetzung                                                       | Strecke (km) |
| ----- | ----------------------------------------------------------------------- | ------------ |
| 1     | Spiridon Frankfurt (Stella Osterhoff, Ayline Heller, Mona Lesly Winter) | 199,489      |
| 2     | Die Laufpartner (Julia Jezek, Marieke Broeren, Hella Damerau)           | 183,943      |
| 3     | LSG Weiher (Nina Schüßler, Sina Simonis, Anni Jochem)                   | 181,731      |
| 4     | LG Ultralauf I (Nina Ropertz, Rita Nowottny-Hupka, Sabine Kramer)       | 178,230      |
| 5     | LG Ultralauf II (Silke Herrmann, Steffi Rauchmann, Ilona Schmiedel)     | 156,875      |
| 6     | LG Mauerweg Berlin (Nicole Linke, Kristin Drechsler, Sigrid Eichner)    | 149,894      |
| 7     | LG Ultralauf III (Petra Fornaçon, Nora Strotmann, Mechthild Kolter)     | 145,733      |
| 8     | LSG Karlsruhe (Irene Hofmann, Theresia Van Wees-Snel, Anna Anders)      | 131,849      |

Datum: 7. April
fand in Mörfelden statt

### Ultratrail(DUV), 73km / 3160Höhenmeter
| Platz | Athletin, Verein                       | Zeit (h) |
| ----- | -------------------------------------- | -------- |
| 1     | Juliane Rößler (TG Viktoria Augsburg)  | 8:21:28  |
| 2     | Anja Kobs (TSV Alling)                 | 8:34:17  |
| 3     | Jana Seel (LG Nord Berlin Ultrateam)   | 8:36:50  |
| 4     | Michaela Jilg (TSG 08 Roth)            | 9:02:16  |
| 5     | Irmi Hobmaier (PTSV Rosenheim)         | 9:09:50  |
| 6     | Angelika Hahn (ASV Dachau)             | 9:29:14  |
| 7     | Julia Metzner (ASC Boxdorf)            | 9:34:04  |
| 8     | Silke Herrgen (Landau Running Company) | 9:44:15  |

Datum: 5. Oktober
fand in Reit im Winkl im Rahmen des Mountain-Man-Laufs statt

### Ultratrail(DUV), Mannschaftswertung
| Platz | Verein, Besetzung                                                       | Zeit (h) |
| ----- | ----------------------------------------------------------------------- | -------- |
| 1     | Landau Running Company (Silke Herrgen, Sonja Moser, Julia Keck)         | 31:28:16 |
| 2     | WeRun4Fun (Sarah Reetz, Sabine Grüntjens, Angela Wegele)                | 32:40:38 |
| 3     | Marathon-Club Menden (Stephanie Hardt, Ute Hammerschmidt, Katja Kletke) | 32:58:31 |
| 4     | LG Ultralauf (Sarah Mangler, Sylvia Faller, Silke Herrmann)             | 34:06:02 |

Datum: 5. Oktober
fand in Reit im Winkl im Rahmen des Mountain-Man-Laufs statt
nur vier Teams in der Wertung

### 24-Stunden-Lauf(DUV)
| Platz | Athletin, Verein                        | Strecke (km) |
| ----- | --------------------------------------- | ------------ |
| 1     | Julia Jezek (Die Laufpartner)           | 196,385      |
| 2     | Katrin Gottschalk (LG Ultralauf)        | 191,474      |
| 3     | Sigrid Hoffmann (LG Westerwald)         | 181,774      |
| 4     | Stephanie Schöffzeck (Laufwerk Hamburg) | 179,742      |
| 5     | Katharina Mühlhoff (Die Laufpartner)    | 172,093      |
| 6     | Melise Souto Tuna (LG Kindelsberg)      | 170,444      |
| 7     | Lore Steiner (LG Mauerweg Berlin)       | 163,413      |
| 8     | Dorothee Serries (LG Mauerweg Berlin)   | 161,267      |

Datum: 20./21. Juli
fand im Rahmen des Bottroper Ultralauf Festivals statt

### 24-Stunden-Lauf(DUV), Mannschaftswertung
| Platz | Verein, Besetzung                                                     | Strecke (km) |
| ----- | --------------------------------------------------------------------- | ------------ |
| 1     | Die Laufpartner I (Julia Jezek, Katharina Mühlhoff, Jasmin Beer)      | 526,562      |
| 2     | LG Ultralauf I (Katrin Gottschalk, Petra Fornaçon, Kerstin Hommel)    | 477,725      |
| 3     | LG Mauerweg Berlin (Lore Steiner, Dorothee Serries, Martina Pahmeyer) | 453,507      |
| 4     | LG Mauerweg Berlin (Daniela Dilling, Karina Kluge, Sigrid Eichner)    | 313,096      |
| 5     | LG Ultralauf II (Sabine Kramer, Edda Bauer, Katrin Tüg-Hilbert)       | 291,434      |

Datum: 20./21. Juli
fand im Rahmen des Bottroper Ultralauf Festivals statt
nur fünf Teams am Start

## Meisterschaftsresultate Mixed

### 4 × 400 m Staffel
| Platz | Verein, Besetzung                                                                                        | Zeit (min) |
| ----- | --- | ---------- |
| 1     | VfL Sindelfingen I (Alexander Stepanov, Lisa Sophie Hartmann, Constantin Preis, Jessica-Bianca Wessolly) | 3:24,85    |
| 2     | LG Nord Berlin ( Jan-Niklas Gwizdek, Karolina Pahlitzsch, Marc Koch, Charlotte Wolff)                    | 3:27,48    |
| 3     | LG Osnabrück (Fabian Dammermann, Marie Zepter, André Rohling, Katrin Beutel)                             | 3:32,18    |
| 4     | VfL Sindelfingen II (Maximilian Dillitzer, Melanie Böhm, Yannic Krings, Luisa Herrfurth)                 | 3:35,91    |
| 5     | SG Walldorf Astoria 1902 (Timo Müller, Sarah Krämer, Jan-Lukas Schröder, Sinah Hänßler-Hug)              | 3:40,89    |
| 6     | LG Bad Soden/Neuenhain (Kai Strauch, Kristina Bijelic, Fabian Haag, Anne Burkhardtova)                   | 3:41,36    |
| 7     | TSV SCHOTT Mainz (Lionel Salakiaku, Luise Pecht, Konstantin Schäfer, Amelie Sophia Starck)               | 3:41,63    |
| 8     | TSV Gräfelfing (Fabian Riegelsberger, Sophie Ochmann, Jonas Schroeder, Franziska Hekele)                 | 3:43,83    |

Datum: 14. September
fand in Sindelfingen im Rahmen der Deutschen Meisterschaften für Langstaffeln statt
Die Staffel wurde in zwei zu einem Gesamtergebnis zusammengefassten Zeitendläufen entschieden. Es nahmen elf Teams teil.